# Арья (приток Лозьвы)
Арья (в верховье Горная) — река в Свердловской области России. Устье реки находится в 173 км по левому берегу реки Лозьва. Длина реки составляет 40 км, площадь водосборного бассейна — 336 км².

## Притоки
(км от устья)
- Кульма (лв)
- 27 км: Большая Речка (пр)

## Данные водного реестра
По данным государственного водного реестра России относится к Иртышскому бассейновому округу, водохозяйственный участок реки — Тавда от истока и до устья, без реки Сосьва от истока до водомерного поста у деревни Морозково, речной подбассейн реки — Тобол. Речной бассейн реки — Иртыш.